# Alois Schölß
Alois Schölß (* 5. November 1905 in Ingolstadt; † 20. November 1986 ebenda) war ein deutscher Maler. Sein Werk erstreckt sich von einer expressionistischen Phase über Landschaftsmalerei hin zu farbgeometrischen Studien und einer eigenen Farbenlehre.

## Werdegang
Alois Schölß wurde als Sohn eines Architekten und einer Hafnerstochter geboren. Er studierte von 1926 bis 1929 an der Akademie der Bildenden Künste München, unter anderem bei Hermann Groeber und Karl Caspar. 1930 kehrte er als freischaffender Maler nach Ingolstadt zurück und bezog mit seinem Künstlerkollegen Gustav Schneider ein Atelier in der Tränktorstraße. Zu dieser Zeit begann er mit den philosophischen und geometrischen Studien. In den Jahren von 1949 bis 1956 errichtete er mit dem Architektenfreund Josef Elfinger sein Atelier am Grasweg. In der Folge beschäftigte er sich mit technischen Erfindungen, unter anderem erhielt er ein Patent für ein polygonales Konstruktionsgerät. 1954 hielt er sich bei dem Dirigenten Hans Löwlein in Berlin auf und malte dort. Seine farbgeometrischen Studien intensivierte er in den 1960er Jahren. Schölß lehrte von 1955 bis 1982 an der Volkshochschule Ingolstadt. Er war Mitglied im Kunstverein Ingolstadt.
Alois Schölß’ Sohn Michael ist ebenfalls als Maler tätig.
Die Farbenlehre von Alois Schölß wurde dem Bauhaus-Archiv in Berlin-Tiergarten als Nachlass gegeben.

## Wirken
Schölß schuf Fresken und Landschaftsbilder. Neben Käte Krakow, Federico von Rieger, Carl Otto Müller, Gustav Schneider, Karl August Tinti, Pius Eichlinger und Knut Schnurer prägte er lange Zeit als zentrale Figur die Ingolstädter Kunstszene.

## Arbeiten
- 1953: Innengestaltung der Pfarrkirche St. Willibald in Vogelthal (Architekt: Josef Elfinger und Butler)
- 1956: Wandbild Lebensbrunnen – AOK, Ingolstadt (Architekt: Josef Elfinger und Franz Xaver Proebst)[5][6]
- 1970: Wandbild Farbdynamik – AOK, Ingolstadt
- 1970: Weltbild – Volksschule, Oberhaunstadt (Architekt: Josef Elfinger)
- Wandfresko Bäckerei Wittmann, Etting
- Betonrelief Kindergarten, Mailing
- Wandbild Volksschule, Mailing
- Mosaik Polizeirevier Süd, Ingolstadt
- Wandbild Landwirtschaftsschule, Ingolstadt
- Kriegerdenkmal, Demling

## Zitate
- Georg Muche über Alois Schölß am 18. Juni 1983:

„Die Arbeiten von Alois Schölß seien etwas ganz Besonderes. Sie seien mit Piet Mondrian, Josef Albers und Johannes Itten zu vergleichen.“
- Peter Hahn über Alois Schölß am 1. Juni 1983:

„Es gelingt nur ganz wenigen Künstlern sich so klar und detailliert mit dem Konstruktivismus zu beschäftigen. Bei Alois Schölß finde eine sehr tiefgreifende Auseinandersetzung mit Farbe und Form statt mit dem weitergehenden Anspruch philosophischer Deutung.“

## Schüler
- Bernhard Bruckmayer[7]
- Elfriede Regensburger

## Ausstellungen
- 1949: Baracke Malura, München
- 1959: Galerie Malura, München
- 1959: Augustiner Kellergalerie, Ingolstadt
- 1971: Carrara
- 1983: Retrospektive – Haus des Gastes, Eichstätt
- 1985: Retrospektive – Herzogskasten, Ingolstadt
- 1994: Stadtmuseum Ingolstadt neben Caspar Freisinger, Johann Evangelist Hölzl, Gustav Schröpler, Leo Samberger, Karl August Tinti und Gustav Schneider[8]

## Bücher
- Kulturamt der Stadt Ingolstadt (Hrsg.): Alois Schölß Retrospektive 1926–1985. Katalog zur Ausstellung im Herzogskasten Ingolstadt, 8. bis 29. Dezember 1985. Ingolstadt 1985. mit Beiträgen von Peter Volkwein und Michael Schölß
- Städtische Galerien Ingolstadt (Hrsg.): Alois Schölß 1905–1986, Retrospektive zum 100. Geburtstag. Ausstellungskatalog. Ingolstadt 2006.